# Amir Aly
Amir Aly, född 21 juli 1976 i Lund, är en svensk låtskrivare och musikproducent.

## Bakgrund
Amir Aly började som sångare och gitarrist i mitten på 1990-talet men bytte så småningom inriktning till producent och låtskrivare. 1999 startade han sin egen inspelningsstudio (YLA Studios i Malmö) där de flesta av hans produktioner fortfarande görs. Idag består Yla Studios av tre studior.

## Samarbeten
2002 inledde Aly vad som skulle bli ett långvarigt samarbete med Jill Johnson och sedan dess har deras inspelningar lett till bland annat tre platinaskivor, en Grammis, flera låtar på Svensktoppen (Crazy In Love blev den första låten med engelsk text som nådde förstaplatsen på Svensktoppen) och duetter med till exempel Rascal Flatts, Lionel Richie, Sanne Salomonsen, Mauro Scocco och Helena Paparizou. 2019 producerade Aly två låtar till Johnsons medverkan i TV-programmet "Så mycket bättre".
2006–2007 producerade Aly två album med Shirley Clamp (Favoriter på svenska och Tålamod). Singeln När kärleken föds, en svensk version på It Must Have Been Love (med svensk text av Ingela Pling Forsman), från "Favoriter på svenska" låg 23 veckor på topplistorna. På albumet "Tålamod" skrev Aly all musik tillsammans med Shirley Clamp, Maciel Numhauser och Robin Abrahamsson.
2008 skrev Aly bland annat singeln "Emely" tillsammans med Henrik Wikström åt Danny Saucedo. Låten fick stor framgång i Polen.
2009 producerade Aly tre spår på Eurovision Song Contest-vinnaren Alexander Rybaks album Fairytales. Året därpå påbörjades albumet "No Boundaries" och den här gången valde Rybak att lägga hela produktionen hos YLA Studios. 2014 producerade Aly bidraget "Accent" som Rybak skrivit inför uttagningen till ESC i Vitryssland.
2010–2011 producerade Aly tre spår med Sanna Nielsen varav singeln "Part Of Me" (text och musik: Amir Aly & Henrik Wikström) landade på Svensktoppen.
2013 producerade Aly albumet "Pieces" med vinnaren av Melodifestivalen 2013 Robin Stjernberg. Albumet sålde guld första dagen.
2016 tävlade Aly med låten "Miracle" (text och musik: Amir Aly, Henrik Wikström och Jakke Erixson) i Eurovision Song Contest för Azerbajdzjan. Bidraget framfördes av artisten Samra.
2017 fick albumet "For You I'll Wait" (inspelat, mixat och producerat av Aly) en grammisnominering. 
2018 fick albumet "Crossroads" med Sannex, till hälften producerad i Nashville och till hälften av Aly i Malmö, också en grammisnominering. 
2022 släpptes dokumentären "De första 20 åren" om Aly och hans studio av filmaren Jörgen Lindström Larsson.

## Melodifestivalen
Amir Aly har haft med åtta bidrag i Melodifestivalen som upphovsman och ytterligare två som producent:
- 2003 - Crazy In Love - Jill Johnson (Producent)
- 2008 - Just a Minute - Rongedal (Text och musik: Amir Aly, Henrik Wikström, Magnus Rongedal & Henrik Rongedal)
- 2008 - Visst finns mirakel - Suzzie Tapper (Text och musik: Amir Aly, Bobby Ljunggren, Suzzie Tapper, Robin Abrahamsson & Maciel Numhauser)
- 2009 - What If - Cookies 'N' Beans (Text och musik: Amir Aly, Robin Abrahamsson & Maciel Numhauser)
- 2009 - Killing Me Tenderly - Maria Haukaas Storeng & Anna Sahlene (Text och musik: Amir Aly, Henrik Wikström, & Tobbe Petterson)
- 2011 - Social Butterfly - Rasmus Viberg (Text och musik: Amir Aly & Henrik Wikström)
- 2013 - Make Me No 1 - Felicia Olsson (Text och musik: Amir Aly, Henrik Wikström, Maria Haukaas Storeng & Ingela Pling Forsman)
- 2014 - En himmelsk sång - Ellinore Holmer (Text och musik: Amir Aly, Henrik Wikström, Vanna Rosenberg, Åsa Schmalenbach, Josefina Sanner & Ellinore Holmer)
- 2014 - Casanova - Elisa Lindström (Producent)
- 2015 - Ett andetag - Annika Herlitz (Text och musik: Amir Aly, Robin Abrahamsson, Maciel Numhauser, Sharon Vaughn & Sharon Dyall)
- 2017 - Osby Tennessee - Kikki Danielsson (Medproducent)

## Album och singlar (urval)
- 2002 - Terese och Valdez - Torsson (Album). Producerat
- 2003 - Crazy In Love - Jill Johnson (Melodifestivalen 2003/Singel/Svensktoppen). Producerat
- 2003 - Can't Get Enough of You - Jill Johnson (Singel/Svensktoppen). Producerat
- 2003 - Hopelessly Devoted to You - Jill Johnson (Singel). Producerat
- 2005 - Om du var min - Nanne Grönvall (Singel). Producerat
- 2005 - Oh, vilken härlig da' - Jill Johnson (Pripps Blå). Producerat
- 2005 - Gods Gift - Jill Johnson (Singel/Svensktoppen). Producerat
- 2005 - Being Who You Are - Jill Johnson (Album/Singel). Producerat
- 2006 - Favoriter på svenska - Shirley Clamp (Album/Singel/Svensktoppen). Producerat
- 2007 - Tålamod - Shirley Clamp (Album/Singel). Producerat och skrivit
- 2008 - Visst finns mirakel - Suzzie Tapper (Melodifestivalen 2008/Singel/Svensktoppen). Producerat och skrivit
- 2008 - Just a Minute - Rongedal (Melodifestivalen 2008/Singel/Svensktoppen). Producerat och skrivit
- 2008 - Du är en del av mig - Sonja Aldén & Uno Svenningsson (Singel/Svensktoppen). Producerat
- 2008 - Emely - Danny Saucedo (Singel). Skrivit
- 2009 - Fairytales - Alexander Rybak (Albumspår/Singel). Producerat
- 2009 - Killing Me Tenderly - Maria Haukaas Storeng och Anna Sahlene (Melodifestivalen 2009/Singel). Producerat och skrivit
- 2009 - What If - Cookies 'N' Beans (Melodifestivalen 2009/Singel). Producerat och skrivit
- 2010 - Vända med vinden - Timoteij & Alexander Rybak (Singel). Producerat
- 2010 - Nothing Hurts (Like a Broken Heart) - Smokie (Singel). Skrivit
- 2010 - Part of Me - Sanna Nielsen (Singel/Svensktoppen). Producerat och skrivit
- 2010 - No Boundaries - Alexander Rybak (Album). Producerat
- 2010 - Stumble and Fade Away - Jill Johnson (Singel/Svensktoppen). Producerat
- 2011 - Social Butterfly - Rasmus Viberg (Melodifestivalen 2011/Singel). Producerat och skrivit
- 2011 - Song To Heaven - Jill Johnson (Svensktoppen). Producerat
- 2011 - Flirting With Disaster - Jill Johnson (1:a på albumlistan)). Producerat
- 2011 - Närmre - Sonja Aldén (Singel). Mixat
- 2012 - Rock The Road - The Playtones. Producerat
- 2012 - A Woman Can Change Her Mind - Jill Johnson (3:a på albumlistan). Producerat
- 2013 - Make Me No 1 - Felicia Olsson (Melodifestivalen 2013/Singel). Producerat och skrivit
- 2013 - For The Better - Robin Stjernberg (EP). Producerat
- 2013 - Pieces - Robin Stjernberg (Album). Producerat
- 2013 - Lycklig att du lever - Jill Johnson och Sanne Salomonsen (Singel/Svensktoppen). Producerat
- 2013 - Enough - Jill Johnson & Helena Paparizou (Singel). Producerat
- 2013 - Längre neråt vägen - Jill Johnson & Mauro Scocco (Singel). Producerat
- 2013 - Duetterna - Jill Johnson (Album). Producerat (i urval)
- 2014 - Country Cooking: Med Jill i Nashville - Jill Johnson (Bok med tillhörande album). Producerat musiken
- 2014 - Daddy's Still Around - Doug Seegers (Singel). Producerat
- 2014 - Casanova - Elisa Lindström (Melodifestivalen 2014/Singel). Producerat
- 2014 - En himmelsk sång - Ellinore Holmer (Melodifestivalen 2014/Singel). Producerat och skrivit
- 2015 - Ett andetag - Annika Herlitz (Melodifestivalen 2015/Singel). Producerat och skrivit
- 2015 - Όταν Άγγελοι Κλαίνε (Angel) - Helena Paparizou (Singel). Producerat och skrivit
- 2016 - Aldrig mer - Jens Hult (Singel). Producerat
- 2016 - Miracle - Samra (Eurovision Song Contest 2016/Singel). Producerat och skrivit
- 2017 - For You I'll Wait - Jill Johnson (Album). Producerat
- 2018 - Crossroads - Sannex (Album). Producerat (i urval)
- 2019 - Aqualung - Jill Johnson (Singel - "Så mycket bättre"). Producerat
- 2019 - Are You Ready - Jill Johnson (Singel - "Så mycket bättre"). Producerat
- 2021 - Rose Garden - Jill Johnson (Singel). Producerat
- 2021 - Dear Havanna - Jill Johnson (Album). Producerat
- 2022 - Do You Still Think Of Me - Tennessee Tears (Singel). Producerat och skrivit
- 2023 - Head Over Heels - Tennessee Tears (Singel). Producerat